# Delanymys brooksi
Genre
Espèce
Statut de conservation UICN

 VU B1ab(iii) : Vulnérable
Delanymys brooksi est une espèce de rongeurs de la famille des Nésomyidés. C'est l'unique espèce du genre Delanymys et de la sous-famille Delanymyinae.

## Répartition et habitat
Elle est endémique au Rift Albertin. On la trouve dans l'est du RD Congo, le sud-ouest de l'Ouganda, l'ouest du Rwanda et du Burundi.